# Mélodrame (musique)
Pour les articles homonymes, voir Mélodrame.
Un mélodrame est une composition spécifiquement dédiée à un texte déclamé (donc non-chanté) avant, pendant ou après celui-ci. Dès la plus haute antiquité, des musiques intimement liées à la trame littéraire ou théâtrale ont servi de support à l'art dramatique. Ces compositions, suivant les époques et les genres, ont eu plus ou moins d'importance, plusieurs musiques différentes pouvant aussi soutenir, suivant l'inspiration des compositeurs ou des metteurs en scène, un même texte.
- Pygmalion (1762) de Jean-Jacques Rousseau, créé à Lyon en 1770, livret du compositeur
- Medea (1775) de Jiří Antonín Benda, livret de Friedrich Wilhelm Gotter
- Ariadne auf Naxos (1775) de Jiří Antonín Benda, livret de Johann Christian Brandes
- Semiramis (1778) de Wolfgang Amadeus Mozart d'Otto Heinrich von Gemmingen-Hornberg (perdu, probablement inachevé)
- Electra (1781) de Christian Cannabich, en un acte, livret de Wolfgang Heribert von Dalberg, créé à Munich
- Lélio ou le Retour à la vie (1831) de Hector Berlioz, créé à Paris en 1832
- Hippodamie (1888-1891) de Zdeněk Fibich, livret de Jaroslav Vrchlický
- L'Arlésienne (1872) de Georges Bizet, , livret d'Alphonse Daudet, créé à Paris
- Peer Gynt (1875) d'Edvard Grieg, livret d'Henrik Ibsen, créé à Oslo en 1876
- Le Voïévode (1886) de Piotr Ilitch Tchaïkovski, livret d'Alexandre Ostrovski (à ne pas confondre avec l'opéra et la ballade symphonique également composés par Tchaïkovski)
- Snefrid (1893-1894, révisé en 1899) de Carl Nielsen, livret d'Holger Drachmann
- Enoch Arden (1897) de Richard Strauss, livret d'Alfred Tennyson
- Pierrot lunaire (1912) d’Arnold Schönberg, livret d'Albert Giraud, créé à Berlin
- L'Histoire du soldat (1917) d’Igor Stravinsky, livret de Charles-Ferdinand Ramuz, créé à Lausanne en 1918
- Perséphone (1934) d’Igor Stravinsky, livret d'André Gide, créé à Paris
- La Tentation de Saint-Antoine (1984) de Michel Chion, livret d'après Gustave Flaubert, créé à Paris le 4 juin 1984
- Le Banquet (1995) de Gérard Ansaloni
- La Mort de la Vierge (2002) de Gérard Ansaloni
- Les Invasions fantômes (2011) de Denis Dufour, livret de Thomas Brando, créé à Crest le 27 août 2011